# Saint-Malo
Saint-Malo / Sant-Maloù là một xã trong tỉnh Ille-et-Vilaine, thuộc vùng hành chính Bretagne của nước Pháp, có dân số là 50675 người (thời điểm 1999). Nổi tiếng vì khu phố trung tâm và pháo đài, Saint-Malo là một trong những nơi có lượng khách du lịch nhiều nhất Pháp.

## Nhân khẩu học
| 1793   | 1800 | 1806 | 1821 | 1831 | 1836 | 1841   | 1846   | 1851 |
| ------ | ---- | ---- | ---- | ---- | ---- | ------ | ------ | ---- |
| 10,730 | 9147 | 9934 | 9949 | 9981 | 9744 | 10,053 | 10,076 | 9997 |

| 1856   | 1861   | 1866   | 1872   | 1876   | 1881   | 1886   | 1891   | 1896   |
| ------ | ------ | ------ | ------ | ------ | ------ | ------ | ------ | ------ |
| 10,809 | 10,886 | 10,693 | 12,316 | 10,295 | 11,212 | 10,500 | 11,896 | 11,476 |

| 1901   | 1906   | 1911   | 1921   | 1926   | 1931   | 1936   | 1946   | 1954   |
| ------ | ------ | ------ | ------ | ------ | ------ | ------ | ------ | ------ |
| 11,486 | 10,647 | 12,371 | 12,390 | 13,137 | 12,864 | 13,836 | 11,311 | 14,339 |

| 1962                                         | 1968   | 1975   | 1982   | 1990   | 1999   | 2005   | 2007   | - |
| -------------------------------------------- | ------ | ------ | ------ | ------ | ------ | ------ | ------ | - |
| 17,137                                       | 42,297 | 45,030 | 46,347 | 48,057 | 50,675 | 49,600 | 52,737 | - |
| Số liệu kể từ 1962 : dân số không tính trùng |        |        |        |        |        |        |        |   |

Người dân ở Saint-Malo được gọi là Malouins.

## Những người con của thành phố

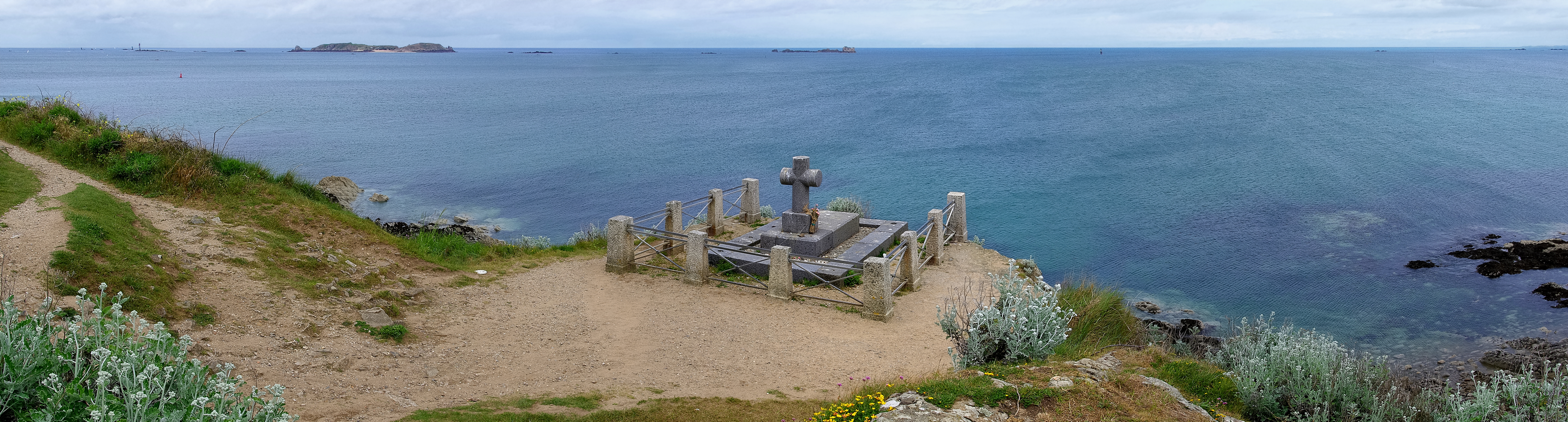

- Jacques Cartier, (1491-1557), người khám phá Canada năm 1534.
- René Duguay-Trouin, (1673-1736)
- Martin Fourichon, đô đốc, bộ trưởng Bộ hải quân
- Félicité de Lamennais (1782-1854), linh mục
- Pierre Louis Maupertuis, (1698-1759), nhà toán học và nhà thiên văn học.
- Bertrand François Mahé de La Bourdonnais, (1699-1753), đô đốc.
- Marc-Joseph Marion du Fresne, (1724-1773), người phát hiện ra
- Julien Offray de La Mettrie, bác sĩ và triết gia
- Pierre-Louis Moreau de Maupertuis, nhà toán học, nhà thiên văn học và triết gia
- Robert Surcouf, (1773-1827)
- François-René de Chateaubriand, (1768-1848) chính trị gia và nhà thơ.